# Agathe Gaillard (galeriste)
Pour les articles homonymes, voir Agathe Gaillard (homonymie) et Gaillard.
Agathe Gaillard, née le 14 janvier 1936 à Nîmes et morte le 13 juin 2025 à Narbonne, est une galeriste française, ayant ouvert en 1975 la première galerie en France entièrement dédiée à la photographie.

## Biographie
Agathe Gaillard naît le 14 janvier 1936 à Nîmes, et emménage à Paris en 1965,. À la fin des années 1960, elle découvre la photographie à la galerie-librairie La Hune, où elle est en charge des livres d’art. Le rayon consacré à la photographie inclut alors une vingtaine d'ouvrages. Elle rencontre à la librairie La Hune son futur mari, le photographe Jean-Philippe Charbonnier. Ensemble, ils fréquentent le club photographique Les 30×40.
Par la suite, elle a l'idée de faire éditer à grande échelle des cartes postales de photographies : en décembre 1968 sort sa première série, intitulée « Les chefs d’œuvre de la photographie », qui inclut 10 photos et est tirée à 10 000 exemplaires par l'imprimeur Draeger, en héliogravure. Elle en écoule 600 000 exemplaires, vendus à un franc pièce.
Le 10 juin 1975, soutenue par son mari et le photographe américain Ralph Gibson, elle ouvre la galerie Agathe Gaillard au 3, rue du Pont-Louis-Philippe à Paris,, : il s'agit de la première galerie dédiée à la photographie en France,. L'exposition Days at Sea de Ralph Gibson inaugure les lieux. Les prix des premiers tirages de la galerie oscillent entre 400 et 800 francs. Exposant initialement des photographes en noir et blanc, elle se lance par la suite dans la couleur. Elle alterne également entre photographes reconnus et nouveaux talents.
La galerie expose principalement des photographes français, européens et américains, comme André Kertész, Manuel Alvarez Bravo, Gisèle Freund, Hervé Guibert, Bernard Faucon, Erica Lennard et Claude Batho. Au décès d'André Kertesz, Agathe Gaillard joue un rôle dans la donation de ses œuvres à la France.
Agathe Gaillard joue un rôle important dans la régulation du marché de la photographie, voyant le tirage comme une œuvre contrôlée par l'auteur et numérotée. Elle dirige un temps l’Association pour la défense et la promotion de la photographie originale, l’APO.
Agathe Gaillard compte parmi ses amis les photographes Henri Cartier-Bresson, Ralph Gibson et Robert Doisneau.
En 2017, la galerie Agathe Gaillard est rachetée par le banquier David Azéma. Cette même année, elle fait don de son fonds d’archives à la bibliothèque Kandinsky,.
Agathe Gaillard meurt à l’âge de 83 ans d’une embolie pulmonaire le 13 juin 2025 à l’hôpital de Narbonne.

## Publications
- Mémoire d’une galerie, Paris, Gallimard, coll. « Témoins de l'art », 2013, 165 p.  (ISBN 978-2070140312)